# Наливайка
Наливайка (укр. Наливайка) — село в Голованевской поселковой общине Голованевского района Кировоградской области Украины.

## Общие сведения
Население по переписи 2001 года составляло 708 человек. Почтовый индекс — 26512. Телефонный код — 5252. Занимает площадь 2,202 км².